# Manoir de la Rivière
Le manoir de la Rivière est un manoir du XVIe siècle-XVIIe siècle situé à Sainte-Marguerite-d'Elle dans le département du Calvados en Normandie.

## Localisation
Le manoir est situé route de Cerisy-la-Forêt, au lieudit La Rivière à Baynes, commune absorbée par  Sainte-Marguerite-d'Elle en 1965.

## Historique
Le manoir est bâti aux XVIe et XVIIe siècles. La date 1632 figure sur un bâtiment de communs, le portail datant du même siècle.
Le logis et la porte d'entrée hors toiture font l'objet d'un classement aux monuments historiques par un arrêté du 14 février 1933.

## Description
Le manoir est bâti en pierre.